# 舩坂弘
舩坂 弘（ふなさか ひろし、1920年〈大正9年〉10月30日 - 2006年〈平成18年〉2月11日）は、日本の陸軍軍人、剣道家、実業家。最終階級は陸軍軍曹。アンガウルの戦いで活躍した。戦後は大盛堂書店を開き、代表取締役会長を務めた。全日本銃剣道連盟参与、南太平洋慰霊協会理事、大盛堂道場館主。
特別銃剣術徽章、特別射撃徽章、剣道教士六段、居合道錬士、銃剣道錬士など、武道・射撃の技能に習熟していた。

## 生涯

### 生い立ち
栃木県上都賀郡西方村で農家の三男として生まれて育つ。幼少期からきかん坊で近所のガキ大将であった。小学校と尋常高等小学校を終えて公民学校を卒業すると、さらに早稲田中学講義録で独学し、専門学校入学者検定試験に合格する。1939年に満蒙学校専門部へ入学して3年間学ぶ。

### 陸軍に入隊
1941年3月に宇都宮第36部隊へ現役で入隊し、直後に満洲へ渡り斉斉哈爾（チチハル）第219部隊に配属される。斉斉哈爾第219部隊は宇都宮歩兵第59連隊を主体とした部隊で、仮想敵のソ連軍侵入に備えてノモンハン付近、アルシャン、ノンジャン、ハイラル一帯の国境警備隊として活躍する。弘は第59連隊第1大隊第1中隊（通称石原中隊）擲弾筒分隊に配属され、アンガウル戦時は15人を率いる擲弾筒分隊長として指揮する。
当時から剣道と銃剣術の有段者で、特に銃剣術に秀でた。チチハルの営庭で訓練中に陸軍戸山学校出身の准尉から、「お前の銃剣術は腰だけでも3段に匹敵する」と保証される腕前だった。舩坂は擲弾筒分隊長であったが、中隊随一の名小銃手として入隊以来射撃で賞状と感状を30回受けていた。斉斉哈爾第219部隊で「射撃徽章と銃剣術徽章の2つを同時に授けられたのは後にも先にも舩坂だけだ」と専ら有名であった。
戦況が悪化して1944年3月1日に第59連隊へ南方作戦動員令が下命され、4月28日にアンガウル島へ到着する。南方動員令の下命時に舩坂は除隊の目前であったが、大隊主力と共にアンガウル島に上陸する。舩坂は23歳で、中隊では一番の模範兵と目されて部下から人望も厚かった。

### アンガウル島の戦い
アンガウルの戦い (Battle of Angaur) は第二次世界大戦におけるパラオ - マリアナ戦役最後の戦いで、舩坂は多大な戦果を上げる。擲弾筒と臼砲で米兵を200人以上殺傷する。水際作戦で中隊が壊滅する中、舩坂は筒身が真っ赤になるまで擲弾筒を撃ち続け、退却後は大隊残存兵らと島の北西の洞窟に籠城、ゲリラ戦へと移行した。
3日目に舩坂は米軍の攻勢の前に左大腿部に裂傷を負う。米軍の銃火の中に数時間放置されたのちに、ようやく軍医が訪れるも、傷口を一目観て自決用の手榴弾を手渡して立ち去る。
瀕死の重傷を負いながらも舩坂は包帯代わりに日章旗で足を縛り止血し、夜通し這うことで洞窟陣地に帰り着き、翌日には左足を引き摺りながらも歩けるまでに回復した。その後も瀕死クラスの傷を負うも、動くことすらままならないと思われるような傷でも、数日で回復しているのが常であった。 これについて舩坂は「生まれつき傷が治りやすい体質であったことに助けられたようだ」と述べる。
舩坂は絶望的な戦況にあってなお、拳銃の3連射で米兵を倒し、米兵から鹵獲した短機関銃で2人を一度に斃し、左足と両腕を負傷した状態で、銃剣で1人刺し、短機関銃を手にしていたもう1人に投げて顎部に突き刺すなど、奮戦を続ける。舩坂の姿を見た部隊員らは不死身の分隊長と形容した。
食料も水もない戦場の戦いは日本兵を徐々に追い詰め、洞窟壕の中は自決の手榴弾を求める重傷者の呻き声で、生地獄の様相となる。弘も腹部盲貫銃創の重傷で這うことのみが可能で、傷口に蛆虫が涌くありさまを見て、蛆に食われて死ぬくらいなら最早これまで、と思い自決を図るも手榴弾は不発する。舩坂はしばらく茫然として自決未遂の現実に「なぜ死ねないのか、まだ死なせて貰えないのか」と、深い絶望感を味わう。
戦友も次々と倒れ部隊も壊滅するに及び、舩坂は死ぬ前にせめて敵将に一矢報いんと米軍司令部への単身斬り込み、肉弾自爆を決意する。手榴弾6発を身体にくくりつけ、拳銃1丁を持って数夜這い続けることにより、前哨陣地を突破し、4日目には米軍指揮所テント群に20メートルの地点にまで潜入していた。この時までに、負傷は戦闘初日から数えて大小24箇所に及んでおり、このうち重傷は左大腿部裂傷、左上膊部貫通銃創2箇所、頭部打撲傷、左腹部盲貫銃創の5箇所であり、さらに右肩捻挫、右足首脱臼を負っていた。長い間匍匐（ほふく）していたため、肘や足は服が擦り切れてボロボロになっており、さらに連日の戦闘による火傷と全身20箇所に食い込んだ砲弾の破片で、幽鬼か亡霊の如き風貌であった。
舩坂は米軍指揮官らが指揮所テントに集合する時に突入すると決めていた。当時、米軍指揮所周辺には歩兵6個大隊、戦車1個大隊、砲兵6個中隊や高射機関砲大隊など総勢1万人が駐屯しており、舩坂はこれら指揮官が指揮所テントに集まる時を狙い、待ち構えていたのである。舩坂はジープが続々と司令部に乗り付けるのを見、右手に手榴弾の安全栓を抜いて握り締め、左手に拳銃を持ち、全力を絞り出し、立ち上がった。突然、茂みから姿を現した異様な風体の日本兵に、発見した米兵もしばし呆然として声も出なかった。
米軍の動揺を尻目に船坂は司令部目掛け突進するも、手榴弾の信管を叩こうとした瞬間、左頸部を撃たれて昏倒し、戦死と判断される。駆けつけた米軍軍医は、無駄だと思いつつも舩坂を野戦病院に運んだ。このとき、軍医は手榴弾と拳銃を握り締めたままの指を一本一本解きほぐしながら、米兵の観衆に向かって、「これがハラキリだ。日本のサムライだけができる勇敢な死に方だ」と語っている。当初船坂は情をかけられたと勘違いし、周囲の医療器具を壊し、急いで駆けつけたMPの銃口に自分の身体を押し付け「撃て!殺せ!早く殺すんだ!」と暴れ回った。この奇妙な日本兵の話はアンガウルの米兵の間で話題となった。舩坂の無謀な計画に対し、大半はその勇気を称え、「勇敢なる兵士」の名を贈る。

### 捕虜収容所
その後、数日の捕虜訊問を経て、舩坂はペリリュー島の捕虜収容所に身柄を移される。このとき既に「勇敢な兵士」の伝説はペリリュー島にまで伝わっており、米軍側は特に“グンソー・フクダ”の言動には注意しろと、要注意人物の筆頭にその名を挙げるほどになっていた。しかし俘虜となっても舩坂の闘志は衰えず、ペリリューに身柄を移されて2日目には、瀕死の重傷と思われていたことで監視が甘く、収容所から抜け出すことに成功。さらに、船坂は2回にわたって飛行場を炎上させることを計画するが、同収容所で勤務していたF.V.クレンショー伍長（F. V. CRENSHAW, 生没年不詳）に阻止され失敗。グアム、ハワイ、サンフランシスコ、テキサス、と終戦まで収容所を転々と移動し、1946年に帰国する。

### 帰国
アンガウル島守備隊は1944年10月19日に玉砕し、戦死公報が12月30日に実家へ届く。舩坂は1946年に帰国するまでの1年3か月の間は戸籍上で死亡扱いされる。故郷では、当然戦死したものと思われており、舩坂は帰郷後真っ先に「舩坂弘之墓」と記された墓標を抜く。しばらくの間は、周囲の人々から「幽霊ではないか」と噂をされる。ボロボロの軍衣で生家に戻り、先祖に生還の報告をしようと仏壇に合掌すると、真新しい位牌に「大勇南海弘院殿鉄武居士」と記されており驚いた、と『殉国の炎』に記す。

### 大盛堂書店を開業
戦後復興の中、戦争での強烈な体験から舩坂は、この眼で見てきたアメリカのあらゆる先進性を学ぶことが、日本の産業、文化、教育を豊かにすることではなかろうかとの思いから、書店経営を思い立つ。弘は渋谷駅前の養父の書店の地所に僅か一坪の店を開き、帰って来た戦死者としての余生を、書店経営で社会に捧げたいとの思いにぶつけた。これは日本で初めての試みとなる、建物を全て使用した「本のデパート・大盛堂書店」の創設へ繋がった。

### 剣道家として
戦後、舩坂は剣道教士六段まで昇段した。剣道五段の作家・三島由紀夫とは剣道を通じて親交があり、弘の自叙伝である『英霊の絶叫-玉砕島アンガウル』の序文は三島が寄せている。1970年の三島自決の際、介錯に使われた三島自慢の愛刀・関の孫六（後代）は弘が贈ったものであった。この経緯を自著『関ノ孫六』に詳しく記している。
舩坂は当時80歳で範士十段の持田盛二と稽古する機会を得て、初めて持田に挑んだが、太刀打ちできなかった。この体験を自著『昭和の剣聖・持田盛二』で、「不思議であった。範士の前で竹刀を構えてからまだわずかの時間しか経過していないのに、私の顔面には汗がしたたり落ち、全身が熱くなっていた。息はもう途切れはじめていた……」と述べる。

### 慰霊碑を建立
弘は『英霊の絶叫』のあとがきに、アンガウル島に鎮魂の慰霊碑を建立することが自らの生涯を賭けた使命と記した。これは後に同書を読んだ人々からの義援金の助力もあって実現し、以後、戦記を書いてはその印税を投じ、ペリリュー、ガドブス、コロール、グアム等の島々にも、次々と慰霊碑を建立した。慰霊碑の慰文には、「尊い平和の礎のため、勇敢に戦った守備隊将兵の冥福を祈り、永久に其の功績を伝承し、感謝と敬仰の誠を此処に捧げます」と、刻み込まれている。慰霊碑を建立後、今までの著作や後に執筆した本から更なる印税を得るも、「世界の人々に役立ててもらいたい」との考えから、自分では使うことなく、全額を国際赤十字社に寄付している。
書店経営の忙しさの中でも、アンガウル島での収骨慰霊を毎年欠かさなかった。後年に遺族を募り慰霊団を組織し、現地墓参へ引率し、パラオ諸島原住民に対する援助や、現地と日本間の交流開発に尽力する。長年のあいだ戦没者の調査と遺族らへ連絡など、精力的に活動して人生を捧げた。舩坂を知る人たちは「生きている英霊」と称して業績を称揚している。
2006年2月11日午前8時、腎不全のため死去。85歳没。墓所は東京都港区の長谷寺に所在する。

## 著書
- 『英霊の絶叫- 玉砕島アンガウル』（文藝春秋、1966年12月）
  - 改題『英霊の絶叫 - 玉砕島アンガウル戦記』（光人社NF文庫、1996年、新装版2015年、再訂版2022年12月）
- 『サクラ サクラ ペリリュー島洞窟戦』（毎日新聞社、1967年8月）
- 『玉砕 暗号電文で綴るパラオの死闘』（読売新聞社、1968年8月）
  - 改題『陸軍“離脱部隊”の死闘　汚名軍人たちの隠匿された真実』（光人社NF文庫、2024年）
- 『硫黄島-ああ!栗林兵団』（講談社、1968年8月）
- 『殉国の炎』（潮出版社、1971年3月）
- 『聖書と刀-太平洋の友情』（文藝春秋、1971年10月）
  - 『聖書と刀 - 玉砕島に生まれた人道の奇蹟』光人社NF文庫、2020年
- 『関ノ孫六-三島由紀夫 その死の秘密』（光文社カッパ・ブックス、1972年）
- 『昭和の剣聖・持田盛二』（講談社、1975年）
- 『玉砕戦の孤島に大義はなかった』（光人社、1977年）
  - 改題『秘話パラオ戦記 - 玉砕戦の孤島に大義はなかった』（光人社NF文庫、2000年、新装版2016年）
- 『石の勲章』（北洋社、1978年8月）
- 『滅尽争のなかの戦士たち 玉砕島パラオ・アンガウル』（講談社、1979年5月）
- 『血風 二百三高地』（叢文社、1980年8月）
  - 『血風二百三高地 - 日露戦争の命運を分けた第三軍の戦い』（光人社NF文庫、2016年）
- 『血風ペリリュー島』（叢文社、1981年7月）
  - 改題『ペリリュー島玉砕戦 - 南海の小島七十日の血戦』（光人社NF文庫、2000年、新装版2010年、再訂版2024年8月）